# Лаутценбрюккен
Лаутценбрюккен (нім. Lautzenbrücken) — громада в Німеччині, розташована в землі Рейнланд-Пфальц. Входить до складу району Вестервальд. Складова частина об'єднання громад Бад-Марінберг (Вестервальд).
Площа — 4,28 км2. Населення становить 450 ос. (станом на 31 грудня 2020).